# Crypturellus brevirostris
Crypturellus brevirostris е вид птица от семейство Тинамуви (Tinamidae).

## Разпространение
Видът е разпространен в Бразилия, Гвиана, Колумбия, Перу, Суринам и Френска Гвиана.